# Neuwerk

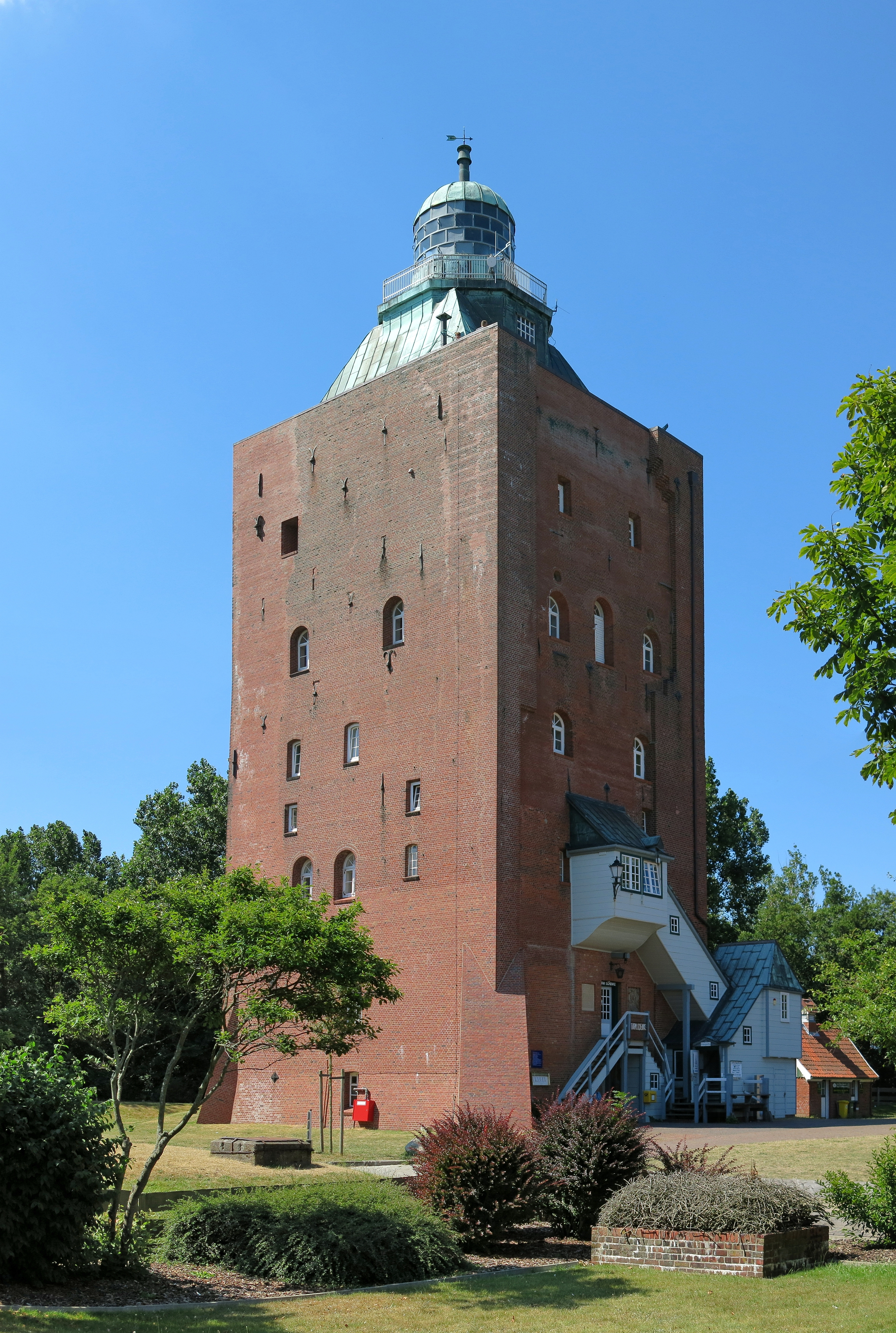
De 14e-eeuwse vuurtoren op Neuwerk
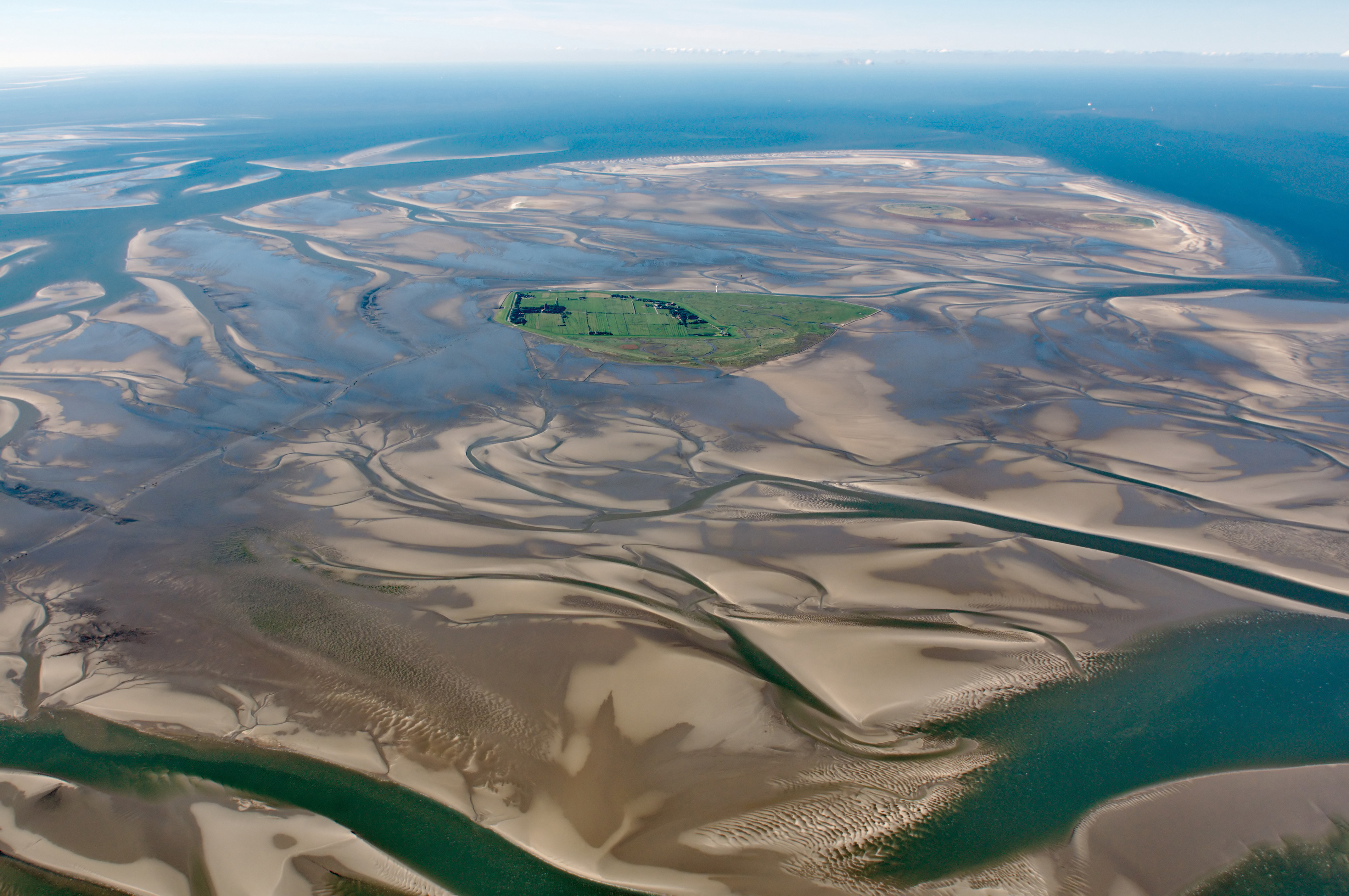
Neuwerk, luchtfoto uit 2009
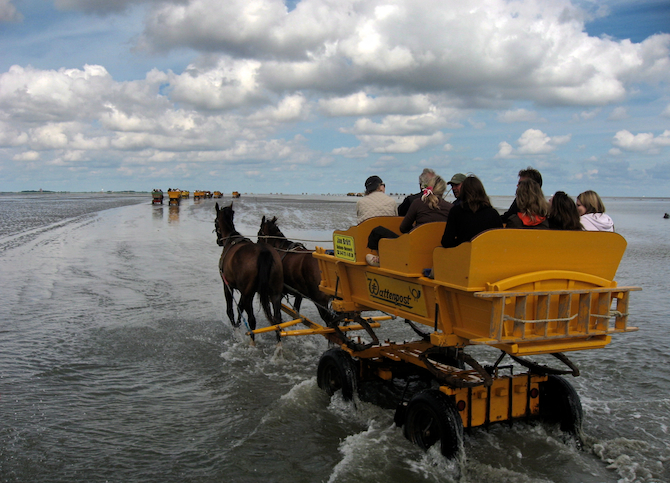
Waddenwagen, aangepaste koets, tussen Cuxhaven  en Neuwerk

Neuwerkⓘ is een Duits waddeneiland, gelegen tussen de mondingen van de Elbe en de Wezer, voor de kust bij Cuxhaven. Het eiland heeft een oppervlakte van slechts 3 vierkante km. Er wonen enige tientallen mensen. Het eilandje behoort tot de deelstaat Hamburg (district Hamburg-Mitte).
Het eiland dankt zijn naam aan de enorme, 35 meter hoge, verdedigingstoren, das Neue Werk, die in 1310 voltooid werd en in 1394 Hamburgs werd, en vanaf dat jaar vooral een baken voor de scheepvaart was. In 1394 had Hamburg namelijk een soortgelijke toren in het huidige Cuxhaven in bezit genomen. Dit Kasteel Ritzebüttel  werd voortaan Hamburgs bestuurszetel voor dit gebied, inclusief  Neuwerk. De Hamburgers konden nu een groot deel van de monding van de Elbe overzien en controleren. Voor die tijd was het eiland bekend als "Nige Ö of Nige Ooge". De toren is een van de oudste gebouwen op Hamburgs grondgebied en is sinds 1814 in gebruik als vuurtoren.  
Oorspronkelijk was Neuwerk een hallig, maar in 1556 werd het ingepolderd. Dijken zorgen voor bescherming van de kust. Het eiland behoort tot het Nationaal Park Hamburgisches Wattenmeer en is beschermd. Bij laagwater is het eiland door wadlopers en koetsen te bereiken. Tweemaal per dag is er een veerdienst met Cuxhaven, een overtocht duurt ca. 1.30 uur.